# 핀란드의 총리 목록
핀란드 공화국의 총리 목록에서는 1917년 그 직이 설치된 이래 현재까지 총리를 역임한 이들을 다룬다.
1918년 핀란드 원로원이 국가평의회로 개칭하고 "원로원 경제부원장"이 총리직으로 전환되었다. 1919년 이래로 헬싱키 메일라흐티 구의 케스래란타가 총리 공관이다.
1917년 12월 6일 독립을 선언한 이후 핀란드에는 총 72개의 내각이 성립했다. 현재까지 최장기 집권한 내각은 제1,2차 파보 리포넨 내각으로 1,464일간 지속되었다.
1980년대 이전의 핀란드 내각들은 단명하는 경향이 있다. 당시에는 대통령이 가장 중요한 정무직으로서 자신이 원할 때 언제고 개각을 할 수 있는 권한이 있었다. 1980년대 이후로는 내각들이 자기 임기를 다 채우고 있으며, 총리가 대통령보다 실권이 더 커졌다. 현행 핀란드 헌법에 따르면 총리는 에두스쿤타에서 지명되어 대통령에 의해 임명된다.
핀란드 총리 대수는 처음 취임했을 때만을 기준으로 매겨지며, 연임하거나 퇴임 후 재취임해도 처음 취임했을 때의 대수로 취급된다.

## 역대 총리 목록
| 대수      |        | 총리                                    | 취임             | 퇴임             | 재임기간   | 정당                           | 정당          | 선거                                                 | 연정                                                 | 내각                                                 |
| --------- | ------ | --------------------------------------- | ---------------- | ---------------- | ---------- | ------------------------------ | ------------- | ---------------------------------------------------- | ---------------------------------------------------- | ---------------------------------------------------- |
| 1.        |        | 패르 에빈드 스빈후부드 1861년–1944년    | 1917년 11월 27일 | 1918년 5월 27일  | 1년 6개월  |                                | 청년 핀란드당 | 1917년                                               | SP–NSP–ML–RKP                                        | 1. 제1차 스빈후부드                                  |
| 2.        |        | 유호 쿠스티 파시키비 1870년–1956년      | 1918년 5월 27일  | 1918년 11월 27일 | 6개월      |                                | 핀란드당      | —                                                    | SP/KOK–NSP/ED–ML–RKP                                 | 2. 제1차 파시키비                                    |
| 3.        |        | 라우리 잉그만 1868년–1934년             | 1918년 11월 27일 | 1919년 4월 17일  | 7개월      |                                | 국민연합당    | —                                                    | KOK–ED–RKP                                           | 3. 제1차 잉그만                                      |
| 4.        |        | 카를로 카스트렌 1860년1938–년           | 1919년 4월 17일  | 1919년 8월 15일  | 4개월      |                                | 국민진보당    | 1919년                                               | ML–ED–RKP                                            | 4. K. 카스트렌                                       |
| 5.        |        | 유호 벤놀라 1872년–1938년               | 1919년 8월 15일  | 1920년 3월 15일  | 1년 5개월  |                                | 국민진보당    | —                                                    | ML–ED                                                | 5. 제1차 벤놀라                                      |
| 6.        |        | 라파엘 에리히 1879년–1946년             | 1920년 3월 15일  | 1921년 4월 9일   | 1년 1개월  |                                | 국민연합당    | —                                                    | KOK–ML–ED–RKP                                        | 6. R. 에리히                                         |
| (5)       |        | 유호 벤놀라 1872년–1938년               | 1921년 4월 9일   | 1922년 6월 2일   | 1년 2개월  |                                | 국민진보당    | —                                                    | ML–ED                                                | 7. 제2차 벤놀라                                      |
| 7.        |        | 아이모 카얀데르 1879년–1943년           | 1922년 6월 2일   | 1922년 11월 14일 | 5개월      |                                | 무소속        | 1922년                                               | 선거관리내각                                         | 8. 제1차 카얀데르                                    |
| 8.        |        | 퀴외스티 칼리오 1873년–1940년           | 1922년 11월 14일 | 1924년 1월 18일  | 2년 10개월 |                                | 농업동맹      | —                                                    | ML–ED                                                | 9. 제1차 칼리오                                      |
| (7)       |        | 아이모 카얀데르 1879년–1943년           | 1924년 1월 18일  | 1924년 5월 31일  | 4개월      |                                | 무소속        | 1924년                                               | 선거관리내각                                         | 10. 제2차 카얀데르                                   |
| 3.        |        | 라우리 잉그만 1868년–1934년             | 1924년 5월 31일  | 1925년 3월 31일  | 1년 2개월  |                                | 국민연합당    | —                                                    | KOK–ML–ED–RKP                                        | 11. 제2차 잉그만                                     |
| 9.        |        | 안티 툴렌헤이모 1879년–1952년           | 1925년 3월 31일  | 1925년 12월 31일 | 9개월      |                                | 국민연합당    | —                                                    | KOK–ML                                               | 12. A. 툴렌헤이모                                    |
| (8)       |        | 퀴외스티 칼리오 1873년–1940년           | 1926년 12월 31일 | 1926년 12월 13일 | 347일      |                                | 농업동맹      | —                                                    | ML–KOK                                               | 13. 제2차 칼리오                                     |
| 10.       |        | 배이뇌 탄네르 1881년–1966년             | 1926년 12월 13일 | 1927년 12월 17일 | 1년        |                                | 사회민주당    | —                                                    | SDP                                                  | 14. V. 탄네르                                        |
| 11.       |        | 유호 수닐라 1875년–1936년               | 1927년 12월 17일 | 1928년 12월 22일 | 1년        |                                | 농업동맹      | 1927년                                               | ML                                                   | 15. 제1차 수닐라                                     |
| 12.       |        | 오스카리 만테레 1874년–1942년           | 1928년 12월 22일 | 1929년 8월 16일  | 1년 4개월  |                                | 국민진보당    | —                                                    | ED                                                   | 16. O. 만테레                                        |
| (8)       |        | 퀴외스티 칼리오 1873년–1940년           | 1929년 8월 16일  | 1930년 7월 4일   | 1년 1개월  |                                | 농업동맹      | 1929년                                               | ML                                                   | 17. 제3차 칼리오                                     |
| (1)       |        | 패르 에빈드 스빈후부드 1861년–1944년    | 1930년 7월 4일   | 1931년 2월 18일  | 1년 5개월  |                                | 국민연합당    | 1930년                                               | ML–KOK–ED–RKP                                        | 18. 제2차 스빈후부드                                 |
| 권한 대행 |        | 유호 벤놀라 1872년–1938년               | 1931년 2월 18일  | 1931년 3월 21일  | 49일       |                                | 국민진보당    | 스빈후부드가 대통령이 되어서 그 직위를 대행          | 스빈후부드가 대통령이 되어서 그 직위를 대행          | 스빈후부드가 대통령이 되어서 그 직위를 대행          |
| (11)      |        | 유호 수닐라 1875년–1936년               | 1931년 3월 21일  | 1932년 12월 14일 | 1년 9개월  |                                | 농업동맹      | —                                                    | ML–KOK–ED–RKP                                        | 19. 제2차 수닐라                                     |
| 13.       |        | 토이보 미카엘 키비매키 1886년–1968년    | 1932년 12월 15일 | 1936년 10월 7일  | 4년 2개월  |                                | 국민진보당    | 1933년                                               | ML–ED–RKP                                            | 20. T. M. 키비매키                                   |
| (8)       |        | 퀴외스티 칼리오 1873년–1940년           | 1936년 10월 7일  | 1937년 2월 17일  | 1년 8개월  |                                | 농업동맹      | 1936년                                               | ML–ED                                                | 21. 제4차 칼리오                                     |
| 권한 대행 |        | 루돌프 홀스티 1881년–1945년             | 1937년 2월 17일  | 1937년 3월 12일  | 23일       |                                | 국민진보당    | 칼리오가 대통령이 되어서 그 직위를 대행              | 칼리오가 대통령이 되어서 그 직위를 대행              | 칼리오가 대통령이 되어서 그 직위를 대행              |
| (7)       |        | 아이모 카얀데르 1879년–1943년           | 1937년 3월 12일  | 1939년 12월 1일  | 2년 9개월  |                                | 국민진보당    | 1939년                                               | SDP–ML–ED–RKP (석간주 연정)                          | 22. 제3차 카얀데르                                   |
| 14.       |        | 리스토 뤼티 1889년–1956년               | 1939년 12월 1일  | 1940년 12월 19일 | 1년        |                                | 국민진보당    | —                                                    | SDP–ML–ED–RKP (석간주 연정)                          | 23. 제1차 뤼티                                       |
| 14.       | —      | 리스토 뤼티 1889년–1956년               | 1939년 12월 1일  | 1940년 12월 19일 | 1년        | SDP–ML–KOK–ED–RKP              | 국민진보당    | 24. 제2차 뤼티                                       |                                                      |                                                      |
| 권한 대행 |        | 루돌프 발덴 1878년–1946년               | 1940년 3월 27일  | 1941년 1월 4일   | 1년 2개월  |                                | 무소속        | 뤼티가 대통령이 되어서 그 직위를 대행                | 뤼티가 대통령이 되어서 그 직위를 대행                | 뤼티가 대통령이 되어서 그 직위를 대행                |
| 15.       |        | 요한 빌헬름 랑겔 1894년–1982년          | 1941년 1월 3일   | 1943년 3월 5일   | 2년 2개월  |                                | 국민진보당    | —                                                    | SDP–ML–KOK–ED–RKP–IKL                                | 25. J. W. 랑겔                                       |
| 16.       |        | 에드빈 링코미에스 1894년–1963년         | 1943년 3월 5일   | 1944년 8월 8일   | 1년 5개월  |                                | 국민연합당    | —                                                    | KOK–SDP–ML–RKP–ED                                    | 26. E. 링코미에스                                    |
| 17.       |        | 안티 하크첼 년–년                       | 1944년 8월 8일   | 1944년 9월 21일  | 1개월      |                                | 국민연합당    | —                                                    | KOK–SDP–ML–RKP–ED                                    | 27. A. 하크첼 내각                                   |
| 18.       |        | 우르호 카스트렌 1886년–1965년           | 1944년 9월 21일  | 1944년 11월 17일 | 2개월      |                                | 국민연합당    | —                                                    | KOK–SDP–ML–RKP–ED                                    | 28. U. 카스트렌                                      |
| (2)       |        | 유호 쿠스티 파시키비 1870년–1956년      | 1944년 11월 17일 | 1946년 3월 9일   | 2년 8개월  |                                | 국민연합당    | —                                                    | SDP–SKDL–ML–KOK–RKP–ED (석간주 연정)                 | 29. 제2차 파시키비                                   |
| (2)       | 1945년 | 유호 쿠스티 파시키비 1870년–1956년      | 1944년 11월 17일 | 1946년 3월 9일   | 2년 8개월  | SDP–SKDL–ML–ED–RKP             | 국민연합당    | 30. 제3차 파시키비                                   |                                                      |                                                      |
| 권한 대행 |        | 칼 엔켈 1876년–1959년                   | 1946년 3월 9일   | 1946년 3월 26일  | 17일       |                                | 무소속        | 파시키비가 대통령이 되어서 그 직위를 대행            | 파시키비가 대통령이 되어서 그 직위를 대행            | 파시키비가 대통령이 되어서 그 직위를 대행            |
| 19.       |        | 마우노 페칼라 1890년–1952년             | 1946년 3월 26일  | 1948년 7월 29일  | 2년 4개월  |                                | 인민민주동맹  | —                                                    | SKDL– SDP– ML– RKP                                   | 31. M. 페칼라                                        |
| 20.       |        | 카를아우구스트 파게르홀름 1901년–1964년 | 1948년 7월 29일  | 1950년 3월 18일  | 2년 4개월  |                                | 사회민주당    | 1948년                                               | SDP                                                  | 32. 제1차 파게르홀름                                 |
| 21.       |        | 우르호 케코넨 1900년–1986년             | 1950년 3월 17일  | 1953년 11월 17일 | 3년 4개월  |                                | 농업동맹      | —                                                    | ML–RKP–ED                                            | 33. 제1차 케코넨                                     |
| 21.       | —      | 우르호 케코넨 1900년–1986년             | 1950년 3월 17일  | 1953년 11월 17일 | 3년 4개월  | ML–SDP–RKP–ED (석간주 연정)    | 농업동맹      | 34. 제2차 케코넨                                     |                                                      |                                                      |
| 21.       | 1951년 | 우르호 케코넨 1900년–1986년             | 1950년 3월 17일  | 1953년 11월 17일 | 3년 4개월  | ML–SDP–RKP (석간주 연정)       | 농업동맹      | 35. 제3차 케코넨                                     |                                                      |                                                      |
| 21.       | —      | 우르호 케코넨 1900년–1986년             | 1950년 3월 17일  | 1953년 11월 17일 | 3년 4개월  | ML–RKP                         | 농업동맹      | 36. 제4차 케코넨                                     |                                                      |                                                      |
| 22.       |        | 사카리 투오미오야 1911년–1964년         | 1953년 11월 17일 | 1954년 5월 5일   | 1년 6개월  |                                | 무소속        | —                                                    | 선거관리내각                                         | 37. S. 투오미오야                                    |
| 23.       |        | 랄프 퇴른그렌 1899년–1961년             | 1954년 5월 5일   | 1954년 10월 20일 | 5개월      |                                | 스웨덴 인민당 | 1954년                                               | SDP–ML–RKP (석간주 연정)                             | 38. R. 퇴른그렌 내각                                 |
| (21)      |        | 우르호 케코넨 1900년–1986년             | 1954년 10월 20일 | 1956년 3월 2일   | 2년 7개월  |                                | 농업동맹      | —                                                    | ML–SDP (석간주 연정)                                 | 39. 제5차 케코넨                                     |
| (20)      |        | 카를아우구스트 파게르홀름 1901년–1964년 | 1956년 3월 3일   | 1957년 5월 27일  | 1년 2개월  |                                | 사회민주당    | —                                                    | SDP–ML–RKP (석간주 연정)                             | 40. 제2차 파게르홀름                                 |
| 24.       |        | 비에노 유시 숙셀라이넨 1906년–1995년    | 1957년 5월 27일  | 1957년 11월 29일 | 6개월      |                                | 농업동맹      | —                                                    | ML–RKP–KP–TPSL                                       | 41. 제1차 숙셀라이넨                                 |
| 25.       |        | 라이너 폰 피안트 1899년–1972년          | 1957년 11월 29일 | 1958년 4월 26일  | 1년 7개월  |                                | 무소속        | —                                                    | 선거관리내각                                         | 42. R. 폰 피안트                                     |
| 26.       |        | 레이노 쿠스코스키 년–년                 | 1958년 4월 26일  | 1958년 8월 29일  | 4개월      |                                | 무소속        | —                                                    | 선거관리내각                                         | R.쿠스코스키                                         |
| (20)      |        | 카를아우구스트 파게르홀름 1901년–1964년 | 1958년 8월 29일  | 1959년 1월 13일  | 1년 9개월  |                                | 사회민주당    | —                                                    | SDP–ML–KOK–RKP–KP                                    | 44. 제3차 파게르홀름                                 |
| (20)      |        | 비에노 유시 숙셀라이넨 1906년–1995년    | 1959년 1월 13일  | 1961년 7월 14일  | 2년 6개월  |                                | 농업동맹      | —                                                    | ML–RKP                                               | 45. 제2차 숙셀라이넨                                 |
| 권한 대행 |        | 에밀 루카 1892년–1970년                 | 1961년 7월 3일   | 1961년 7월 14일  | 11일       |                                | 농업동맹      | 숙셀라이넨이 사임하여 그 직위를 대행                 | 숙셀라이넨이 사임하여 그 직위를 대행                 | 숙셀라이넨이 사임하여 그 직위를 대행                 |
| 27.       |        | 마르티 미에투넨 1907년–2002년           | 1961년 7월 14일  | 1962년 4월 13일  | 1년 3개월  |                                | 농업동맹      | —                                                    | ML                                                   | 46. 제1차 미에투넨                                   |
| 28.       |        | 아흐티 카랼라이넨 1923년–1990년         | 1962년 4월 13일  | 1963년 12월 18일 | 1년 8개월  |                                | 농업동맹      | 1962년                                               | ML–KOK–RKP–KP–TPSL                                   | 47. 제1차 카랼라이넨                                 |
| 29.       |        | 레이노 라그나르 레흐토 1898년–1966년    | 1963년 12월 18일 | 1964년 9월 12일  | 1년 3개월  |                                | 무소속        | —                                                    | 선거관리내각                                         | 48. R. R. 레흐토                                     |
| 30.       |        | 요한네스 비롤라이넨 1914년–2000년       | 1964년 9월 12일  | 1966년 5월 27일  | 2년 4개월  |                                | 중앙당        | —                                                    | KESK–KOK–RKP–KP                                      | 49. J. 비롤라이넨                                    |
| 31.       |        | 라파엘 파시오 1903년–1980년             | 1966년 5월 27일  | 1968년 3월 22일  | 2년 2개월  |                                | 사회민주당    | 1966년                                               | SDP–KESK–SKDL–TPSL                                   | 50. 제1차 파시오                                     |
| 32.       |        | 마우노 코이비스토 1923년–2017년         | 1968년 3월 22일  | 1970년 5월 14일  | 2년 2개월  |                                | 사회민주당    | —                                                    | SDP–KESK–SKDL–TPSL–RKP                               | 51. 제1차 코이비스토                                 |
| 33.       |        | 테우보 아우라 1912년–1999년             | 1970년 5월 14일  | 1970년 8월 15일  | 3개월      |                                | 무소속        | —                                                    | 선거관리내각                                         | 52. 제1차 아우라                                     |
| (28)      |        | 아흐티 카랼라이넨 1923년–1990년         | 1970년 8월 15일  | 1971년 10월 29일 | 1년 2개월  |                                | 중앙당        | 1962년                                               | KESK–SDP–SKDL–RKP–LKP                                | 53. 제2차 카랼라이넨                                 |
| (33)      |        | 테우보 아우라 1912년–1999년             | 1971년 10월 29일 | 1972년 2월 23일  | 8개월      |                                | 무소속        | —                                                    | 선거관리내각                                         | 54. 제2차 아우라                                     |
| (31)      |        | 라파엘 파시오 1903년–1980년             | 1972년 2월 23일  | 1972년 9월 4일   | 7개월      |                                | 사회민주당    | 1972년                                               | SDP                                                  | 55. 제2차 파시오                                     |
| 34.       |        | 칼레비 소르사 1930년–2004년             | 1972년 9월 4일   | 1975년 6월 13일  | 3년 3개월  |                                | 사회민주당    | —                                                    | SPD–KESK–RKP–LKP (석간주 연정)                       | 56. 제1차 소르사                                     |
| 35.       |        | 케이요 리나마 1929년–1980년             | 1975년 6월 13일  | 1975년 11월 30일 | 5개월      |                                | 무소속        | —                                                    | 선거관리내각                                         | 57. K. 리나마 내각                                   |
| (27)      |        | 마르티 미에투넨 1907년–2002년           | 1975년 5월 15일  | 1977년 5월 15일  | 2년        |                                | 중앙당        | 1975년                                               | KESK–RKP–LK{                                         | 58. 제2차 미에투넨                                   |
| (27)      | —      | 마르티 미에투넨 1907년–2002년           | 1975년 5월 15일  | 1977년 5월 15일  | 2년        | 59. 제3차 미에투넨             | 중앙당        |                                                      | KESK–RKP–LK{                                         |                                                      |
| (34)      |        | 칼레비 소르사 1930년–2004년             | 1977년 5월 15일  | 1979년 4월 26일  | 2년 1개월  |                                | 사회민주당    | —                                                    | SPD–KESK–SKDL–RKP–LKP                                | 60. 제2차 소르사                                     |
| (32)      |        | 마우노 코이비스토 1923년–2017년         | 1979년 5월 26일  | 1982년 1월 26일  | 3년 6개월  |                                | 사회민주당    | 1979년                                               | SDP–KESK–SKDL–RKP                                    | 61. 제2차 코이비스토                                 |
| 권한 대행 |        | 에이노 우시탈로 1924년–2015년           | 1981년 9월 11일  | 1982년 2월 19일  |            |                                | 중앙당        | 코이비스토가 대통령 권한대행이 되어서 그 직위를 대행 | 코이비스토가 대통령 권한대행이 되어서 그 직위를 대행 | 코이비스토가 대통령 권한대행이 되어서 그 직위를 대행 |
| (34)      |        | 칼레비 소르사 1930년–2004년             | 1982년 2월 19일  | 1987년 4월 30일  | 5년 2개월  |                                | 사회민주당    | —                                                    | SPD–KESK–SKDL–RKP–LKP                                | 62. 제3차 소르사                                     |
| (34)      | 1983년 | 칼레비 소르사 1930년–2004년             | 1982년 2월 19일  | 1987년 4월 30일  | 5년 2개월  | SPD–KESK–RKP–SMP (석간주 연정) | 사회민주당    | 63. 제4차 소르사                                     |                                                      |                                                      |
| 36.       |        | 하리 홀케리 1937년–2011년               | 1987년 4월 30일  | 1991년 4월 26일  | 3년        |                                | 국민연합당    | 1987년                                               | KOK–SDP–RKP–SMP                                      | 64. H. 홀케리                                        |
| 37.       |        | 에스코 아호 1954년–                     | 1991년 4월 26일  | 1995년 4월 13일  | 4년        |                                | 중앙당        | 1991년                                               | KESK–KOK–RKP–KD                                      | 65. E. 아호                                          |
| 38.       |        | 파보 리포넨 1941년–                     | 1995년 4월 13일  | 2003년 4월 17일  | 8년        |                                | 사회민주당    | 1995년                                               | SDP–KOK–RKP–VAS–VIHR                                 | 제1차 리포넨                                         |
| 38.       | 1999년 | 파보 리포넨 1941년–                     | 1995년 4월 13일  | 2003년 4월 17일  | 8년        | 67. 제2차 리포넨               | 사회민주당    |                                                      | SDP–KOK–RKP–VAS–VIHR                                 |                                                      |
| 39.       |        | 안넬리 얘텐매키 1955년–                 | 2003년 4월 17일  | 2003년 6월 24일  | 2개월      |                                | 중앙당        | 2003년                                               | KESK–SDP–RKP (석간주 연정)                           | 68. A. 얘텐매키                                      |
| 40.       |        | 마티 반하넨 1955년–                     | 2003년 6월 24일  | 2010년 6월 22일  | 6년 363일  |                                | 중앙당        | —                                                    | KESK–SDP–RKP (석간주 연정)                           | 69. 제1차 반하넨                                     |
| 40.       | 2007년 | 마티 반하넨 1955년–                     | 2003년 6월 24일  | 2010년 6월 22일  | 6년 363일  | KESK–KOK–RKP–VIHR              | 중앙당        | 70. 제2차 반하넨                                     |                                                      |                                                      |
| 41.       |        | 마리 키비니에미 1968년–                 | 2010년 6월 22일  | 2011년 6월 22일  | 1년        |                                | 중앙당        | —                                                    | KESK–KOK–RKP–VIHR                                    | 71. M. 키비니에미                                    |
| 42.       |        | 위르키 카타이넨 1971년–                 | 2011년 6월 22일  | 2014년 6월 24일  | 3년        |                                | 국민연합당    | 2011년                                               | KOK–SDP–RKP–VAS–VIHR–KD                              | 72. J. 카타이넨                                      |
| 43.       |        | 알렉산데르 스투브 1968년–               | 2014년 6월 24일  | 2015년 5월 29일  | 11개월     |                                | 국민연합당    | —                                                    | KOK–SDP–RKP–VIHR–KD                                  | 73. A. 스투브                                        |
| 44.       |        | 유하 시필래 1961년–                     | 2015년 5월 29일  | 2019년 7월 8일   | 4년 1개월  |                                | 중앙당        | 2015년                                               | KESK–PS–KOK                                          | 74. J. 시필래                                        |
| 45.       |        | 안티 린네 1962년-                       | 2019년 7월 8일   | 2019년 12월 10일 | 6개월      |                                | 사회민주당    | 2019년                                               | SDP- KESK- VIHR- VAS- RKP                            | 75. AT. 린네                                         |
| 46.       |        | 산나 마린 1985년-                       | 2019년 12월 10일 | 2023년 6월 20일  | 3년 6개월  |                                | 사회민주당    | -                                                    | SDP- KESK- VIHR- VAS- RKP                            | 76.마린 내각                                         |
| 47.       |        | 페테리 오르포 1969년-                   | 2023년 6월 20일  |                  | 2년 1개월  |                                | 국민연합당    | 2023년                                               | KOK–PS-RKP-KD                                        | 77.오르포 내각                                       |

## 같이 보기
- 핀란드의 총리
- 핀란드의 대통령
- 핀란드의 대통령 목록